# Orlînți, Șepetivka
Orlînți (în ucraineană Орлинці) este un sat în comuna Rojîcina din raionul Șepetivka, regiunea Hmelnîțkîi, Ucraina.

## Demografie
Componența lingvistică a localității Orlînți
     Ucraineană (98,92%)
     Alte limbi (0,27%)
Conform recensământului din 2001, majoritatea populației localității Orlînți era vorbitoare de ucraineană (98,92%), existând în minoritate și vorbitori de alte limbi.